# Zabrodzie (powiat łukowski)
Zabrodzie – wieś w Polsce położona w województwie lubelskim, w powiecie łukowskim, w gminie Łuków.
W latach 1975–1998 miejscowość administracyjnie należała do województwa siedleckiego.
Wieś nad Krzną Północną w zlewni Bugu. Na drugiego brzegu miejscowość Suleje wieś znana już w XVI wieku.